# BTarena
Sala Polivalentă din Cluj-Napoca, denumită din motive de sponsorizare BTarena, situată pe Aleea Stadionului f.n., la intersecția dintre strada Uzinei Electrice și Splaiul Independenței, este o arenă multifuncțională din municipiul Cluj-Napoca, România. Este folosită ca bază locală pentru echipele masculine și feminine de baschet, volei și handbal din oraș. Arena poate găzdui 10.000 spectatori la jocurile de echipă în sală, 9.700 spectatori la meciurile de box și până la 10.000 de spectatori pe gradene și în picioare la concerte. Sala Polivalentă este situată în proximitatea Cluj Arena și aproape de Sala Sporturilor Horia Demian.

## Istoric
Ideea realizării unei săli polivalente moderne în Cluj-Napoca datează din 2008, când Consiliul Local al municipiului a aprobat avizul de oportunitate privind întocmirea Planului Urbanistic Zonal ce prevedea construirea a două obiective: „stadion «Ion Moina» și sală polivalentă multisport”. Indicatorii tehnico-economici au fost aprobați în iunie 2009.
ACI Cluj-Napoca, una din firmele care a pierdut licitația de execuție a sălii polivalente, a depus, în data de 9 decembrie 2010, o contestație la Tribunalul Cluj, acuzând consorțiul condus de CON-A că ar fi obținut contractul pentru construirea Sălii Polivalente la jumătate din estimarea financiară a primăriei, cu o ofertă neconformă. Contestația a fost judecată și respinsă de magistrați pe 17 ianuarie 2011, iar primăria a semnat contractul cu asocierea câștigătoare.
Lucrările au început și s-au derulat o perioadă în ritm susținut. Pe 15 noiembrie 2011 Primăria Cluj a precizat într-un comunicat că execuția „se derulează conform graficului de lucrări, astfel încât termenul de finalizare din luna mai 2012 să fie respectat”. La data emiterii comunicatului, procentul de realizare a investiției ajunsese la 45,1%.
Pe 31 decembrie 2013, după mai multe contestații și procese, Primăria Cluj și asocierea câștigătoare au încheiat contractul de lucrări, în valoare de 43.293.764,9 lei (34.914.326,57 lei fără TVA). Astfel, în final, CON-A și asociații săi au încasat pe cele două contracte o sumă apropiată de estimarea financiară inițială a primăriei și mult mai mare decât oferta lor din 2010.
În octombrie 2017, Sala Polivalentă și-a schimbat denumirea în BTarena, după ce Banca Transilvania a câștigat licitația de sponsorizare organizată de Primăria și Consiliul Local Cluj-Napoca, proprietarii Sălii Polivalente. Banca Transilvania va vira în contul Sălii Polivalente suma de 600.000 de euro pe o perioadă de 5 ani, din care primii 240.000 de euro au fost virați în 2017.

### Inaugurarea
Sala Polivalentă a fost inaugurată oficial pe 27 octombrie 2014, în prezența primarului Emil Boc, a prefectului Ioan Gheorghe Vușcan, vicepreședintelui Consiliului Județean István Vákár și a unor parlamentari de Cluj. Panglica inaugurală a fost tăiată de cinci sportivi: Simona Richter, laureată a Jocurilor Olimpice la judo, Ciprian Porumb, căpitan al echipei de tenis de Cupa Davis a României, Mircea Barna, component al selecționatei de baschet a României, Eva Zorgo, multiplă campioană la atletism, și Remus Câmpeanu, fost căpitan al echipei de fotbal "U" Cluj.
Sala a fost inaugurată publicului pe 31 octombrie 2014, printr-un concert al artistului britanic James Blunt, în deschiderea căruia a cântat trupa de indie-pop-rock din România Les Elephants Bizarres. Concertul s-a desfășurat în prezența a peste 6.000 de spectatori.
Primul eveniment sportiv care a avut loc în noua sală polivalentă a fost meciul de handbal feminin dintre echipa locală „U” Alexandrion Cluj și formația Corona Brașov, pe 9 noiembrie 2014, la care au luat parte peste 2.000 de spectatori. Primul turneu sportiv important care s-a desfășurat în noua arenă din Cluj a fost ediția a 47-a a Trofeul Carpați la handbal feminin.

## Date tehnice

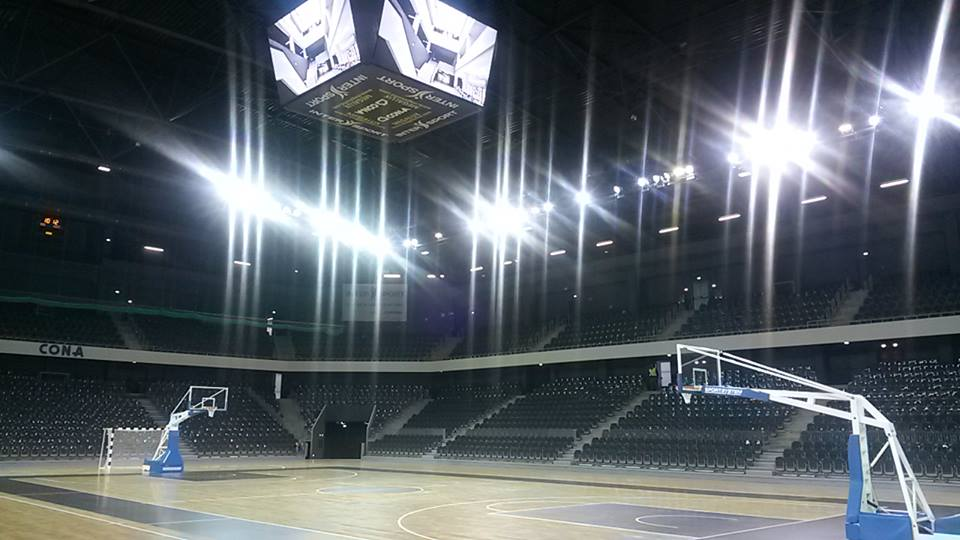
Interiorul Sălii Polivalente din Cluj-Napoca

Sala Polivalentă are un regim de înălțime 1S+P+3E și este prevăzută la interior cu anexele sportive și tehnice aferente, iar la exterior cu o parcare pe un nivel cu 445 de locuri și o piațetă pentru accesul publicului dinspre Splaiul Independenței. Parcarea este situată sub clădire. La interior, clădirea este împărțită în trei zone:
- Zona VIP și tehnică, dispusă pe 3 niveluri (parter, etajul 1 și etajul 2), care găzduiește 1 foaier de nivel, un foaier în zona de acces, lojele VIP, săli de ședințe și conferințe, birourile administrației, cabinele tehnice pentru sală și perimetrul de supraveghere. Accesul în această zonă se face dinspre strada Uzinei electrice;
- Zona publicului, cu acces dinspre piațeta Sală-Stadion, construită în același timp cu sala. Zona publicului este organizată pe trei etaje, din care primele două au rolul de a distribui publicul pe verticală și orizontală pentru accesul în sectoarele din sală și anexele aferente. Etajul trei adăpostește un spațiu panoramic spre sală și spre Someș, care are un rol în evacuarea de urgență.
- Zona sportivilor și a anexelor sălii, situată la parter, cuprinde: două vestiare pentru două echipe, birourile antrenorilor, săli de discuții, încăperi pentru medic, teste antidoping, sală de antrenamente cu anexe de depozitare, depozite pentru echipament de sală. De asemenea, în zona sportivilor există un restaurant public și o zonă cu spații comerciale închiriabile, ambele facilități având acces separat din exterior.

Sala este dotată cu un sistem de preluare a apelor pluviale și reutilizarea lor la grupurile sanitare, iar încălzirea apei se face cu ajutorul unor panouri solare. În situațiile critice, necesarul de energie electrică poate fi asigurat cu ajutorul unui sistem fotovoltaic.
Capacitatea sălii este de 10.000 locuri pe scaune și poate găzdui următoarele sporturi: baschet, handbal, volei, futsal, gimnastică, scrimă, box, karate, judo, aikido, tir cu arcul, badminton, tenis de câmp și tenis de masă. Sala este omologată pentru competiții sportive la standarde naționale și internaționale.

## Evenimente artistice și sportive

### 2014
- James Blunt - 31 octombrie 2014;
- Transilvania Music Event - 21-22 noiembrie 2014;
- Opera Română, Concert de Craciun - 19 decembrie 2014;

### 2015
- Solidaritate prin sport - meci de fotbal caritabil - 23 ianuarie 2015;
- Gală de box profesionist - 21 februarie 2015;
- Trofeul Carpați - 19-22 martie 2015;
- Julio Iglesias - 22 mai 2015;
- Concert Sing Gloria în cadrul conferinței „Believe” - 24 mai 2015;
- Open internațional de judo - 30 mai 2015;
- Meci de calificare pentru Campionatul Mondial de handbal feminin: România - Serbia - 13 iunie 2015;
- Gala MMA - 15 iunie 2015;
- Sally Wood Lamont / Romanian International Table Tennis Open - 13-27 iunie 2015;
- Campionatul European de Fotbal de Sală al Persoanelor cu Diabet - 18-25 iulie 2015;
- Untold festival - 30 iulie - 2 august 2015;
- Red Army Choir - 21 septembrie 2015;
- Eros Ramazzotti - 24 septembrie 2015;
- Lord of the Dance - Dangerous Games - 10 octombrie 2015;
- Joe Satriani - 13 octombrie 2015;
- Jose Carreras - 29 noiembrie 2015;
- Voltaj și Simona Strungaru Symphonics - 3 decembrie 2015;
- 6th WUKF European Champions Cup - 5-6 decembrie 2015;
- Kings on Ice cu Evgeni Plushenko și Edvin Marton - 18 decembrie 2015;

### 2016
- FedCup România - Cehia - 6-7 februarie 2016;
- Ana Moura - concert fado - 28 februarie 2016;
- Meci de calificare pentru Campionatul European - handbal feminin: România - Norvegia - 9 martie 2016;
- Best of Toto Cutugno - 13 martie 2016;
- Centura K1 - GP Tracia 33 - 20 martie 2016;
- FedCup România - Germania - 16-17 aprilie 2016;
- Lara Fabian - 20 aprilie 2016;
- Turneul Final 4 al Cupei României 2016 la handbal feminin - 20-21 mai 2016;
- Delahoya - 10-11 iunie 2016;
- Transilvania Music Event - 16-17 iunie 2016;
- Snooker Titans Trophy - 18-19 iunie 2016;
- Cupa Europeană de Taekwondo - 24-26 iunie 2016;
- Campionatul Național de Gimnastică - 1-3 iulie 2016;
- Cupa Davis: România - Spania - 15-17 iulie 2016;
- Untold festival - 4-7 august 2016;
- Modern Talking & Thomas Anders Band - 27 septembrie 2016;
- Nigel Kennedy - 19 octombrie 2016;
- Horia Brenciu - 30 octombrie 2016;
- Meci de calificare pentru Campionatul European - handbal masculin: România - Polonia - 6 noiembrie 2016;
- Disney - Magical Music from the Movies - 8 noiembrie 2016;
- Jean-Michel Jarre - 11 noiembrie 2016;
- Zucchero - 12 noiembrie 2016;
- Meci de calificare pentru Campionatul European - baschet feminin: România - Israel - 19 noiembrie 2016;
- Trofeul Carpați - 26-27 noiembrie 2016;
- Cupa Europeană de Karate - 3-4 decembrie 2016;
- Dire Straits Experience - 5 decembrie 2016;
- Kings on Ice - 9 decembrie 2016;
- Ștefan Bănică - 12 decembrie 2016;
- Alessandro Safina - 14 decembrie 2016;
- Revelion - 31 decembrie 2016;

### 2017
- RITTO - Tenth Romanian International Table Tennis Open 20-26 martie 2017;
- 9th WUKF - Karate European Championship - 5-9 aprilie 2017;
- Campionatele europene de gimnastică individuală din 2017 - 19-23 aprilie 2017;
- Untold Festival - 3-6 august 2017;
- FIBA Eurobasket 2017 - 31 august - 7 septembrie 2017;
- Discoteca '80 (Alphaville, Sandra, Londobeat, Fancy) - 23 septembrie 2017
- Gașca Zurli - Hai la masă - 5 octombrie 2017
- Sting - 17 octombrie 2017
- Campionatul Mondial de Karate Fudokan Cluj - 3-5 noiembrie 2017;
- We love RETRO - 18 noiembrie 2017
- Ștefan Bănică - 20 decembrie 2017

### 2018
- FED CUP Grupa Mondială II - România-Canada - 10-11 februarie 2018
- Preliminarile FIBA World Cup 2019 - România-Italia - 26 februarie 2018
- Gașca Zurli - Lumea lui Mulțumesc -17 martie 2018
- Preliminarile Campionatului European de Handbal Feminin 2018 - România-Rusia - 25 martie 2018
- Lara Fabian - 29 martie 2018
- Cupa Davis - România-Maroc - 7-8 aprilie 2018
- Fed Cup Play-off Grupa Mondială - România-Elveția - 21-22 aprilie 2018
- Cupa Europeană de Judo - cadeți U18 - 5-6 mai 2018
- Musicalul Mamma-Mia - 1 iunie 2018
- Sports Festival 2018 - 14-17 iunie 2018
- Handbal - Trofeul Carpați - juniori și cadeți - 21-24 iunie 2018
- Preliminarile FIBA World Cup 2019 - România-Croația - 1 iulie 2018
- Olimpiada Internațională de Matematică - ediția a 59-a - 3-14 iulie 2018
- Campionatul European de Tenis de Masă - juniori și cadeți - 15-24 iulie 2018
- Untold Festival - 2-5 august 2018
- Cupa Davis - România-Polonia - 15-16 septembrie 2018
- Discoteca '80 (Ricchi e Poveri, Boney M, Bad Boys Blue, Samantha Fox) - 22 septembrie 2018
- U-BT Cluj-Napoca - Panathinaikos BC - Sports Festival : Baschet Masculin - 23 septembrie 2018
- Gașca Zurli - Puterea Cornetelor - 7 octombrie 2018
- U-BT Cluj-Napoca - Ironi Ness Ziona - FIBA Europe Cup Preliminarii - 10 octombrie 2018
- Stand-Up Comedy - Stricăm o generatie (Badea, Bordea și Micutzu) - 11 octombrie 2018
- We love RETRO - 20 octombrie 2018
- EHF Euro 2020 Qualifiers - România - Franța - 28 octombrie 2018
- Kempo -  Colosseum Tournament IX.- 29 octombrie 2018
- Concert Smiley - 7 noiembrie 2018
- Campionatul Mondial de Futnet - 16-18 noiembrie 2018
- Gipsy Kings - 5 decembrie 2018
- Ștefan Bănică - 19 decembrie 2018

### 2019
- André Rieu - 4-7 aprilie 2019
- Final 4 Cupa României la Baschet masculin 17-19 aprilie 2019
- BZN - 22 iunie 2019
- Tom Jones - 26 iunie 2019
- Lenny Kravitz - 6 mai 2019
- Michael Bolton - 20 iulie 2019
- Enrique Iglesias -29 octombrie 2019
- Bryan Adams - 11 noiembrie 2019
- Andra (Tradițional) - 1 decembrie 2019

### 2020
- FED CUP Grupa Mondială Runda Calificarilor - România-Rusia - 7-8 februarie 2020

### 2021
- Campionatul European de Volei feminin
- Campionatele Europene de Tenis de Masă

### 2022
- U-BT Cluj-Napoca - MHP Riesen Ludwisburg - Basketball Champions League : Baschet Masculin - 5/19 aprilie 2022

### 2023
- Untold Festival - 3-6 august 2023
- U-BT Cluj Napoca - meciuri in BKT EuroCup
- Discoteca 90 - 15 septembrie 2023
- Il Volo Live in Concert - 30 septembrie 2023
- Transylvania Open WTA 250 - 14-22 octombrie 2023

### 2025
- U-BT Cluj-Napoca - meciuri LNBM si BKT EuroCup
- Turneu Counter Strike 2 - PGL Cluj-Napoca 2025